# История села Брёхова, писанная Петром Афанасиевичем Булкиным
«История села Брёхова, писанная Петром Афанасиевичем Булкиным» — сатирическая повесть русского писателя Бориса Можаева, законченная в 1968 году. Повесть содержит рассказы Петра Булкина, второго председателя колхоза в Брёхово, о жизни села и его жителей в разные годы. Некоторые герои повести знакомы читателю по более раннему произведению «Живой», действие которого происходит в тех же местах.

## История
Как и некоторые другие произведения Бориса Можаева 1960-х гг, повесть была опубликована не сразу. Она появилась только через 10 лет, в сборнике «Старые истории», и впоследствии включалась в другие сборники и собрания сочинений писателя. Вскоре вышел перевод на литовский язык, а в 2007 году английский перевод повести вошёл в том избранного на английском языке.

## Сюжет
Действие происходит в (вымышленном) Тихановском районе Рязанской области, в селе Брёхово, соседнем с селом Прудки. Пётр Афанасиевич Булкин, второй председатель колхоза, а ныне почётный пенсионер, устраивается работать сторожем в школу и записывает рассказы о прошлом и настоящем родного села. В основном его рассказы охватывают период с 1930-х по 1960-е годы.
Первый председатель колхоза Филипп Самоченков делал упор «на  сознательность,  на  горячее руководящее слово», в результате чего хозяйство колхоза пришло в упадок. Сам Булкин ещё перед войной смог «выдвинуться» и устроился директором маслозавода в райцентре, однако в 1950 году его направили обратно в село председателем. Всё шло хорошо, но со временем пьянки, взятки и конфликт с председателем райисполкома Мотяковым привели его к увольнению. Новый председатель Петр Звонарёв (Петя Долгий) впервые стал вместо подсчёта трудодней платить за работу деньгами, а вскоре колхоз под его началом стал образцовым в районе.
На колхозном собрании «об оказании поддержки Манолису Глезосу» колхозники всё время переводят разговор на карнизы и семена… Парамону Дранкину не даёт покоя вопрос, сколько водки можно выпить за один заход… Мужики на завалинке обсуждают, что означает слово «оппортунисты»…

## Отзывы
- Владимир Бондаренко[4]:

И эта чудная параллель из “Живого” и “Истории села Брёхова, писанная Петром Афанасьевичем Булкиным”. Кузькин и его антитеза, такой же живой и выживающий во всех переделках, но лишенный строптивости и пугачёвщины Петр Булкин. Один — неистовый ревнитель на века, такие в своё время к Емельке шли или к Стеньке Разину, а то и к Самозванцу, как народному царю, требовали справедливости и для себя, и для других. Другой — рьяный народный карьерист, из таких, что из армии без лычки не возвращаются, и пригнуться не позабудут, и про характер свой не вспомнят, зато и обнести себя не смогут. Увы, тоже народный тип.
- Лилия Вильчек[5]:

Предлагая читателю эти «повести Булкина», писатель оставляет себе роль публикатора, то есть прибегает к приему, формально сходному с литературной мистификацией, подчеркивающему, что перед читателем, не просто образ реальности, но и документ сознания одного из героев. Но это не только мистификация, это еще и приём народного балагана — рассказ о реальных событиях от лица персонажа, заведомо не пользующегося уважением зрителей. Булкин — антипод Кузькина, в то же время для гонителей Кузькина верноподданный Петр Афанасьевич опаснее врага: он их выдает с головой, шаржирует и разоблачает в своих откровениях.

## Интересные факты
- Повесть содержит переклички с прозой Пушкина, прежде всего «Повестями Белкина» (ср. фамилию автора — Булкин) и «Историей села Горюхина» (также написанной Белкиным).
- Работа над повестью нашла отражение в рассказе друга Можаева, писателя Василия Рослякова, «Мой друг Валэнтин», опубликованного в 1971 году[6]:

Я переводил с подстрочника большой киргизский роман и если уставал от него, потихоньку начинал писать экзерсисы. Серёга, обложившись записными книжками, сочинял смешную и горькую повесть под названием «История села Брёхова, писанная Иваном Булкиным». Он работал за письменным столом в большой комнате. Я — на лужайке.
- Помимо повести «Живой», в которой неоднократно фигурирует деревня Брёхово, брёховские мужики упоминаются в повести Можаева «Полтора квадратных метра»: участковый лейтенант Парфенов говорит, обсуждая незаконную ловлю рыбы: «На той неделе  мы  с  егерем  отобрали  бредень  у брёховских как раз за мелкую ячею».[7] Брёхово упоминается также в романе «Мужики и бабы» и рассказах «Как мы отдыхали» и «На пароме».